# العلاقات الأوكرانية اليونانية
العلاقات الأوكرانية اليونانية هي العلاقات الثنائية التي تجمع بين أوكرانيا واليونان.

## مقارنة بين البلدين
هذه مقارنة عامة ومرجعية للدولتين:
| وجه المقارنة                                              | أوكرانيا                                   | اليونان                                                                             |
| --------------------------------------------------------- | ------------------------------------------ | ----------------------------------------------------------------------------------- |
| المساحة (كم2)                                             | 603.63 ألف                                 | 131.96 ألف                                                                          |
| عدد السكان (نسمة)                                         | 45.55 مليون                                | 10.76 مليون                                                                         |
| الكثافة السكانية (ن./كم²)                                 | 75.46                                      | 81.54                                                                               |
| العاصمة                                                   | كييف                                       | أثينا، نافبليو                                                                      |
| اللغة الرسمية                                             | اللغة الأوكرانية                           | لغة يونانية، اليونانية الديموطيقية ‏                                                 |
| العملة                                                    | هريفنا أوكرانية، كاربوفانيتس، روبل سوفييتي | يورو، دراخما، فينيكس يوناني ‏                                                        |
| الناتج المحلي الإجمالي (بليون دولار)                      | 112.15 مليار                               | 200.29 مليار                                                                        |
| الناتج المحلي الإجمالي (تعادل القوة الشرائية) بليون دولار | 352.98 مليار                               | 285.45 مليار                                                                        |
| الناتج المحلي الإجمالي الاسمي للفرد دولار أمريكي          | 2.11 ألف                                   | 18.00 ألف                                                                           |
| الناتج المحلي الإجمالي للفرد دولار أمريكي                 | 8.66 ألف                                   | 26.85 ألف                                                                           |
| مؤشر التنمية البشرية                                      | 0.747                                      | 0.865                                                                               |
| رمز المكالمات الدولي                                      | +380                                       | +30                                                                                 |
| رمز الإنترنت                                              | .ua، .укр ‏                                 | .gr                                                                                 |
| المنطقة الزمنية                                           | ت ع م+02:00، ت ع م+03:00، توقيت شرق أوروبا | توقيت شرق أوروبا، ت ع م+02:00، ت ع م+03:00، توقيت شرق أوروبا الصيفي ‏، أوروبا/أثينا ‏ |

## مدن متوأمة
في ما يلي قائمة باتفاقيات التوأمة بين مدن أوكرانية ويونانية:
- ترتبط أوديسا مع كاندية باتفاقية توأمة منذ 3 سبتمبر 2004.[17][18][17][19]
- ترتبط خاركيف مع باتراس باتفاقية توأمة منذ 23 أغسطس 2008.[20][21][20][21]
- ترتبط كييف مع أثينا باتفاقية توأمة منذ 1995.[22][22][22][22]
- ترتبط لوتسك مع باتراس باتفاقية توأمة منذ 28 نوفمبر 2014.[23][24][25][26]

## منظمات دولية مشتركة
يشترك البلدان في عضوية مجموعة من المنظمات الدولية، منها:
| علم المنظمة | اسم المنظمة                               | تاريخ انضمام أوكرانيا | تاريخ انضمام اليونان |
| ----------- | ----------------------------------------- | --------------------- | -------------------- |
|             | وكالة ضمان الاستثمار متعدد الأطراف        | 19 يوليو 1994         | 30 أغسطس 1993        |
|             | الأمم المتحدة                             | 24 أكتوبر 1945        | 25 أكتوبر 1945       |
|             | الفريق المعني برصد الأرض                  | ?                     | ?                    |
|             | منظمة حظر الأسلحة الكيميائية              | ?                     | ?                    |
|             | منظمة التجارة العالمية                    | 16 مايو 2008          | 1995                 |
|             | منظمة الشرطة الجنائية الدولية             | ?                     | ?                    |
|             | منظمة الأمن والتعاون في أوروبا            | 30 يناير 1992         | 25 يونيو 1973        |
|             | مؤسسة التنمية الدولية                     | 27 مايو 2004          | 9 يناير 1962         |
|             | نظام تحكم تكنولوجيا القذائف               | 1998                  | 1992                 |
|             | يونسكو                                    | 12 مايو 1954          | 4 نوفمبر 1946        |
|             | مجلس أوروبا                               | 9 نوفمبر 1995         | 9 أغسطس 1949         |
|             | الاتحاد البريدي العالمي                   | ?                     | ?                    |
|             | البنك الدولي للإنشاء والتعمير             | 3 سبتمبر 1992         | 27 ديسمبر 1945       |
|             | اتفاقية السماوات المفتوحة                 | ?                     | ?                    |
|             | منظمة التعاون الاقتصادي للبحر الأسود      | ?                     | ?                    |
|             | المنظمة الهيدروغرافية الدولية             | ?                     | ?                    |
|             | الاتحاد الدولي للاتصالات                  | 7 مايو 1947           | 1866                 |
|             | مؤسسة التمويل الدولية                     | 18 أكتوبر 1993        | 26 سبتمبر 1957       |
|             | المنظمة الأوروبية لسلامة الملاحة الجوية   | 2004                  | 1988                 |
|             | المركز الدولي لتسوية المنازعات الاستشارية | 7 يوليو 2000          | 21 مايو 1969         |
|             | مجموعة أستراليا                           | 2005                  | 1985                 |
|             | مجموعة الموردين النوويين                  | ?                     | ?                    |

## أعلام
هذه قائمة لبعض الشخصيات التي تربطها علاقات بالبلدين:
- دانيال ملك غاليسيا (1201 – 1264)
- سفياتوبولك فلاديميروفيتش الأول (978 – 24 يوليو 1019)
- سيرجي كوروليوف (مهندس صواريخ سوفيتي، 30 ديسمبر 1906 – 14 يناير 1966[35])
- فسيفولود الثاني (1104 – 1 أغسطس 1146)
- فلاديمير مونوماخ (1053[36] – 19 مايو 1125)
- فيكتور تشوكارين (9 نوفمبر 1921[37] – 25 أغسطس 1984[37])
- يونانيون بنطيون
- ييفغين خاتشيريدي (لاعب كرة قدم أوكراني، 28 يوليو 1987[38] – )

## وصلات خارجية
- موقع وزارة الخارجية الأوكرانية
- موقع وزارة الخارجية اليونانية